# Mk 83
Az Mk 83 repesz-romboló légibomba, melyet az Amerikai Egyesült Államokban terveztek és gyártanak. A Mark 80 sorozatú bombák közepes tömegű típusa, amelynek névleges tömege 1000 font (454 kg). Az Mk 83-as a világon alkalmazott egyik leggyakoribb bombatípus, amely 202 kg TNT alapú robbanóanyagot tartalmaz. Lézerirányítású változata a GBU–13 és a GBU–16, GPS-irányítású változata a GBU–32 JDAM. Az Mk 83-as bombákhoz elérhető egy elektrooptikai irányítókészlet is SPICE 1000 néven.

## Lásd még
- Mk 82
- Mk 84